# Letohrad (stacja kolejowa)
Letohrad – stacja kolejowa w Letohradzie, w kraju pardubickim, w Czechach. Znajduje się na wysokości 420 m n.p.m.
Stacja jest wyposażona w poczekalnię, kasy biletowe, na których można zakupić bilety na pociągi krajowe i międzynarodowe oraz zarezerwować miejsce w pociągu.

## Linie kolejowe
- 021 Týniště nad Orlicí - Letohrad
- 024 Ústí nad Orlicí - Štíty